# جوائز الكاف
جوائز الاتحاد الإفريقي لكرة القدم هي أمسية توزيع جوائز فضلا لتكريم أفضل لاعبي إفريقي لكرة القدم في السنة. وتمنح من قبل الاتحاد الأفريقي لكرة القدم (الكاف).

## الجوائز الحالية

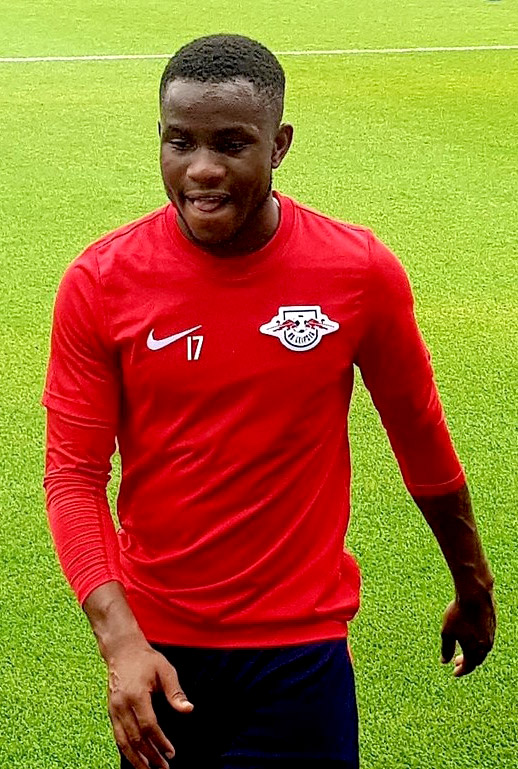
أديمولا لوكمان فاز بجائزة أفضل لاعب أفريقي سنة 2024
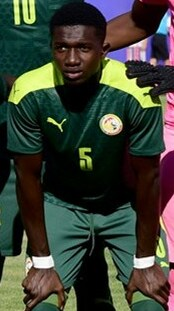
لامين كامارا فاز بجائزة أفضل لاعب شاب سنة 2024

تشمل الجوائز التالية:

### جائزة أفضل لاعب شاب في العام
| العام | اللاعب         | المنتخب | النادي                  |
| ----- | -------------- | ------- | ----------------------- |
| 2024  | لامين كامارا   | السنغال | موناكو                  |
| 2023  | لامين كامارا   | السنغال | ميتز                    |
| 2022  | باب ماتار سار  | السنغال | توتنهام هوتسبير         |
| 2019  | أشرف حكيمي     | المغرب  | بوروسيا دورتموند        |
| 2018  | أشرف حكيمي     | المغرب  | بوروسيا دورتموند        |
| 2017  | باتسون داكا    | زامبيا  | ليفرينج                 |
| 2016  | أليكس إيووبي   | نيجيريا | أرسنال                  |
| 2015  | فيكتور أوسيمين | نيجيريا | أكادمية ألتميت سترايكرز |

### جائزة أفضل لاعبة شابة في العام
| العام | اللاعب         | المنتخب | النادي       |
| ----- | -------------- | ------- | ------------ |
| 2024  | ضحى المدني     | المغرب  | الجيش الملكي |
| 2023  | نسرين الشاد    | المغرب  | ليل          |
| 2022  | إيفيلين بادو   | غانا    | أفالدسنيس    |
| 2014  | أسيسات أوشوالا | نيجيريا | ريفير أنجلز  |

### جائزة أفضل لاعب محلي في العام
| العام | اللاعب               | المنتخب                     | النادي                |
| ----- | -------------------- | --------------------------- | --------------------- |
| 2024  | رونوين ويليامز       | جنوب إفريقيا                | ماميلودي صن داونز     |
| 2023  | بيرسي تاو            | جنوب إفريقيا                | الأهلي                |
| 2022  | محمد الشناوي         | مصر                         | الأهلي                |
| 2019  | يوسف بلايلي          | الجزائر                     | الترجي التونسي        |
| 2016  | دينيس أونيانجو       | أوغندا                      | ماميلودي صن داونز     |
| 2015  | مبوانا ساماتا        | تنزانيا                     | تي بي مازيمبي         |
| 2014  | فيرمين ندومبي موبيلي | جمهورية الكونغو الديمقراطية | فيتا                  |
| 2013  | محمد أبو تريكة       | مصر                         | الأهلي                |
| 2012  | محمد أبو تريكة       | مصر                         | الأهلي                |
| 2011  | أسامة الدراجي        | تونس                        | الترجي التونسي        |
| 2010  | أحمد حسن             | مصر                         | الأهلي                |
| 2009  | تريسور مبوتو         | جمهورية الكونغو الديمقراطية | تي بي مازيمبي         |
| 2008  | محمد أبو تريكة       | مصر                         | الأهلي                |
| 2007  | أمين الشرميطي        | تونس                        | النجم الرياضي الساحلي |
| 2006  | محمد أبو تريكة       | مصر                         | الأهلي                |
| 2005  | محمد بركات           | مصر                         | الأهلي                |

### جائزة أفضل لاعبة محلية في العام
| العام | اللاعبة              | المنتخب | النادي       |
| ----- | -------------------- | ------- | ------------ |
| 2024  | سناء مسودي           | المغرب  | الجيش الملكي |
| 2023  | فاطمة الزهراء تكناوت | المغرب  | الجيش الملكي |
| 2022  | إيفيلين بادو         | غانا    | أفالدسنيس    |

### جائزة أفضل حارس أفريقي
| العام | اللاعب         | المنتخب      | النادي            |
| ----- | -------------- | ------------ | ----------------- |
| 2024  | رونوين ويليامز | جنوب إفريقيا | ماميلودي صن داونز |
| 2023  | ياسين بونو     | المغرب       | إشبيلية           |
| 2004  | علي بومنيجل    | تونس         | روان              |
| 2003  | كارلوس كاميني  | الكاميرون    | إسبانيول          |
| 2002  | توني سيلفا     | السنغال      | موناكو            |

### جائزة أفضل حارسة أفريقية
| العام | اللاعب          | المنتخب | النادي |
| ----- | --------------- | ------- | ------ |
| 2024  | تشياماكا نادوزي | نيجيريا | باريس  |
| 2023  | تشياماكا نادوزي | نيجيريا | باريس  |

### جائزة أفضل مدرب في العام (للرجال)
| العام | المدرب               | النادي/المنتخب      |
| ----- | -------------------- | ------------------- |
| 2024  | إيميرس فاييه         | ساحل العاج          |
| 2023  | وليد الركراكي        | المغرب              |
| 2022  | أليو سيسيه           | السنغال             |
| 2019  | جمال بلماضي          | الجزائر             |
| 2018  | هيرفي رونار          | المغرب              |
| 2017  | هيكتور كوبر          | مصر                 |
| 2016  | بيتسو موسيماني       | ماميلودي صن داونز   |
| 2015  | هيرفي رونار          | ساحل العاج          |
| 2014  | خير الدين مضوي       | وفاق سطيف           |
| 2013  | ستيفن كيشي           | نيجيريا             |
| 2012  | هيرفي رونار          | زامبيا              |
| 2011  | هارونا دولا جابدي    | النيجر              |
| 2010  | ميلوفان راييفاتس     | غانا                |
| 2009  | سيلاس تيتيه          | غانا تحت 20         |
| 2008  | حسن شحاتة            | مصر                 |
| 2007  | ييمي تيلا            | نيجيريا تحت 17      |
| 2006  | مانويل خوسيه         | الأهلي              |
| 2005  | ستيفن كيشي           | توغو                |
| 2004  | اوكي اموردي          | إنييمبا إنترناشونال |
| 2003  | قادري إخانة          | إنييمبا إنترناشونال |
| 2002  | برونو ميتسو          | السنغال             |
| 2001  | برونو ميتسو          | السنغال             |
| 2000  | سيسيل جونز اتوكويفيو | هارتس أوف أوك       |

### جائزة أفضل مدرب/مدربة في العام (للسيدات)
| العام | المدرب       | النادي/المنتخب |
| ----- | ------------ | -------------- |
| 2024  | لمياء بومهدي | تي بي مازيمبي  |
| 2023  | ديزيري إليس  | جنوب إفريقيا   |
| 2022  | ديزيري إليس  | جنوب إفريقيا   |
| 2019  | ديزيري إليس  | جنوب إفريقيا   |
| 2018  | ديزيري إليس  | جنوب إفريقيا   |

### أفضل نادي أفريقي في العام
| العام | النادي                | البلد                       |
| ----- | --------------------- | --------------------------- |
| 2024  | الأهلي                | مصر                         |
| 2023  | الأهلي                | مصر                         |
| 2022  | الوداد الرياضي        | المغرب                      |
| 2017  | الوداد الرياضي        | المغرب                      |
| 2016  | ماميلودي صن داونز     | جنوب إفريقيا                |
| 2015  | تي بي مازيمبي         | جمهورية الكونغو الديمقراطية |
| 2014  | وفاق سطيف             | الجزائر                     |
| 2013  | الأهلي                | مصر                         |
| 2012  | الأهلي                | مصر                         |
| 2011  | الترجي الرياضي        | تونس                        |
| 2010  | تي بي مازيمبي         | جمهورية الكونغو الديمقراطية |
| 2009  | تي بي مازيمبي         | جمهورية الكونغو الديمقراطية |
| 2008  | الأهلي                | مصر                         |
| 2007  | النجم الرياضي الساحلي | تونس                        |
| 2006  | الأهلي                | مصر                         |
| 2005  | الأهلي                | مصر                         |
| 2004  | إنييمبا إنترناشونال   | نيجيريا                     |
| 2003  | إنييمبا إنترناشونال   | نيجيريا                     |
| 2002  | الزمالك               | مصر                         |
| 2001  | كايزر تشيفز           | جنوب إفريقيا                |

### أفضل نادي أفريقي في العام (للسيدات)
| العام | النادي             | البلد               |
| ----- | ------------------ | ------------------- |
| 2024  | تي بي مازيمبي      | الكونغو الديمقراطية |
| 2023  | ماميلودي صان داونز | جنوب إفريقيا        |
| 2022  | ماميلودي صان داونز | جنوب إفريقيا        |

### جائزة أفضل منتخب إفريقي في العام
تم تنظيم جائزة فريق العام من قبل مجلة فرانس فوتبول من 1980 إلى 2004، والاتحاد الأفريقي لكرة القدم من 2004 فصاعدًا.
| العام | المنتخب   |
| ----- | --------- |
| 1980  | الجزائر   |
| 1981  | الجزائر   |
| 1982  | الجزائر   |
| 1983  | غانا      |
| 1984  | الكاميرون |
| 1985  | المغرب    |
| 1986  | المغرب    |
| 1987  | الكاميرون |
| 1988  | الكاميرون |
| 1989  | الكاميرون |

| العام | المنتخب      |
| ----- | ------------ |
| 1990  | الكاميرون    |
| 1991  | الجزائر      |
| 1992  | ساحل العاج   |
| 1993  | نيجيريا      |
| 1994  | نيجيريا      |
| 1995  | تونس         |
| 1996  | جنوب إفريقيا |
| 1997  | المغرب       |
| 1998  | مصر          |
| 1999  | تونس         |

| العام | المنتخب   |
| ----- | --------- |
| 2000  | الكاميرون |
| 2001  | السنغال   |
| 2002  | السنغال   |
| 2003  | الكاميرون |
| 2004  | تونس      |
| 2005  | تونس      |
| 2006  | غانا      |
| 2007  | السنغال   |
| 2008  | مصر       |
| 2009  | الجزائر   |

| العام | المنتخب    |
| ----- | ---------- |
| 2010  | غانا       |
| 2011  | بوتسوانا   |
| 2012  | زامبيا     |
| 2013  | نيجيريا    |
| 2014  | الجزائر    |
| 2015  | ساحل العاج |
| 2016  | أوغندا     |
| 2017  | مصر        |
| 2018  | موريتانيا  |
| 2019  | الجزائر    |
| 2022  | السنغال    |
| 2023  | المغرب     |
| 2024  | ساحل العاج |

الترتيب حسب الفريق
| الفريق       | الأول                                        | الثاني                                       | الثالث                                 |
| ------------ | -------------------------------------------- | -------------------------------------------- | -------------------------------------- |
| الكاميرون    | 7 (1984، 1987، 1988، 1989، 1990، 2000، 2003) | 4 (1981، 1982، 1986، 2002)                   | 1 (1993)                               |
| الجزائر      | 7 (1980، 1981، 1982، 1991، 2009، 2014، 2019) | 3 (1985، 1986، 2015)                         | 3 (1987، 1989، 2010)                   |
| المغرب       | 4 (1985، 1986، 1997، 2023)                   | 4 (1993، 1998، 2003، 2004)                   | 1 (1980)                               |
| تونس         | 4 (1995، 1999، 2004، 2005)                   | 2 (1996، 1997)                               | 0                                      |
| السنغال      | 4 (2001، 2002، 2007، 2022)                   | 0                                            | 1 (1985)                               |
| مصر          | 3 (1998، 2008، 2017)                         | 7 (1983، 1984، 1986، 1987، 1989، 2006، 2010) | 2 (1990، 1991)                         |
| نيجيريا      | 3 (1993، 1994، 2013)                         | 5 (1980، 1991، 2001، 2014، 2024)             | 6 (1983، 1984، 1988، 1998، 2002، 2004) |
| ساحل العاج   | 3 (1992، 2015، 2024)                         | 2 (2009، 2011)                               | 3 (1994، 2006، 2012)                   |
| غانا         | 3 (1983، 2006، 2010)                         | 1 (2005)                                     | 5 (1981، 1982، 1992، 2009، 2015)       |
| زامبيا       | 1 (2012)                                     | 2 (1988، 1994)                               | 2 (1996، 1997)                         |
| جنوب إفريقيا | 1 (1996)                                     | 0                                            | 0                                      |
| بوتسوانا     | 1 (2011)                                     | 0                                            | 0                                      |
| أوغندا       | 1 (2016)                                     | 0                                            | 0                                      |
| موريتانيا    | 1 (2018)                                     | 0                                            | 0                                      |
| أنغولا       | 0                                            | 1 (1995)                                     | 0                                      |
| موزمبيق      | 0                                            | 1 (1995)                                     | 0                                      |
| الرأس الأخضر | 0                                            | 1 (2012)                                     | 0                                      |
| بوركينا فاسو | 0                                            | 1 (2013)                                     | 0                                      |
| إثيوبيا      | 0                                            | 0                                            | 1 (2013)                               |
| مالي         | 0                                            | 0                                            | 1 (2003)                               |
| توغو         | 0                                            | 0                                            | 1 (2005)                               |
| النيجر       | 0                                            | 0                                            | 1 (2011)                               |
| ليبيا        | 0                                            | 0                                            | 1 (2014)                               |

### جائزة أفضل منتخب نسوي إفريقي للعام
نظمت الكاف جائزة فريق العام منذ عام 2010.
| العام | المنتخب          |
| ----- | ---------------- |
| 2010  | نيجيريا          |
| 2011  | الكاميرون        |
| 2012  | غينيا الاستوائية |
| 2013  | لا يوجد تصويت    |
| 2014  | نيجيريا          |
| 2015  | الكاميرون        |
| 2016  | نيجيريا          |
| 2017  | جنوب إفريقيا     |
| 2018  | نيجيريا          |
| 2019  | الكاميرون        |
| 2022  | جنوب إفريقيا     |
| 2023  | نيجيريا          |
| 2024  | نيجيريا          |

### جائزة الأساطير
| العام | الأسطورة                                 | الدور       | البلد                                       |
| ----- | ---------------------------------------- | ----------- | ------------------------------------------- |
| 2018  | محمد أبو تريكة                           | لاعب        | مصر                                         |
| 2017  | إبراهيم سانداي                           | مدرب        | غانا                                        |
| 2016  | لوران بوكو إميليان مبانجو                | لاعبين      | ساحل العاج · الكاميرون                      |
| 2015  | تشارلز غيامفي صامويل مبابي ليبي          | المدرب لاعب | غانا · الكاميرون                            |
| 2014  | أوريكس دوالا الملعب المالي               | أندية       | الكاميرون · مالي                            |
| 2013  | برونو ميتسو                              | مدرب        | فرنسا                                       |
| 2012  | ريغوبرت سونغ محمود الجوهري               | لاعب مدرب   | الكاميرون · مصر                             |
| 2011  | مصطفى حاجي جي-جي أوكوتشا                 | لاعبين      | المغرب · نيجيريا                            |
| 2009  | جيسوس ستيفن كيشي جول بوكاندي             | لاعبين      | أنغولا · نيجيريا · السنغال                  |
| 2008  | كريستيان تشوكوو                          | لاعب        | نيجيريا                                     |
| 2005  | رابح ماجر                                | لاعب        | الجزائر                                     |
| 2004  | بيير كالالا موكندي محمود الخطيب جورج ويا | لاعبين      | جمهورية الكونغو الديمقراطية · مصر · ليبيريا |
| 2003  | روجيه ميلا ساليف كيتا كالوشا بواليا      | لاعبين      | الكاميرون · مالي · زامبيا                   |

### جائزة أفضل لاعبة في العام
| العام | اللاعب          | البلد            |
| ----- | --------------- | ---------------- |
| 2024  | باربرا باندا    | زامبيا           |
| 2023  | أسيسات أوشوالا  | نيجيريا          |
| 2022  | أسيسات أوشوالا  | نيجيريا          |
| 2019  | أسيسات أوشوالا  | نيجيريا          |
| 2018  | ثيمبي كجاتلانا  | جنوب إفريقيا     |
| 2017  | أسيسات أوشوالا  | نيجيريا          |
| 2016  | أسيسات أوشوالا  | نيجيريا          |
| 2015  | غايل إنجنامويت  | الكاميرون        |
| 2014  | أسيسات أوشوالا  | نيجيريا          |
| 2012  | جينوفيفا أنونما | غينيا الاستوائية |
| 2011  | بيربيتوا نكوتشا | نيجيريا          |
| 2009  | بيربيتوا نكوتشا | نيجيريا          |
| 2008  | نوكو ماتلو      | جنوب إفريقيا     |
| 2007  | سينثيا أواك     | نيجيريا          |
| 2006  | سينثيا أواك     | نيجيريا          |
| 2005  | بيربيتوا نكوتشا | نيجيريا          |
| 2004  | بيربيتوا نكوتشا | نيجيريا          |
| 2003  | أدجوا باور      | غانا             |
| 2002  | ألبرتا ساكي     | غانا             |
| 2001  | ميرسي أكيدي     | نيجيريا          |

### أفضل هدف إفريقي في العام

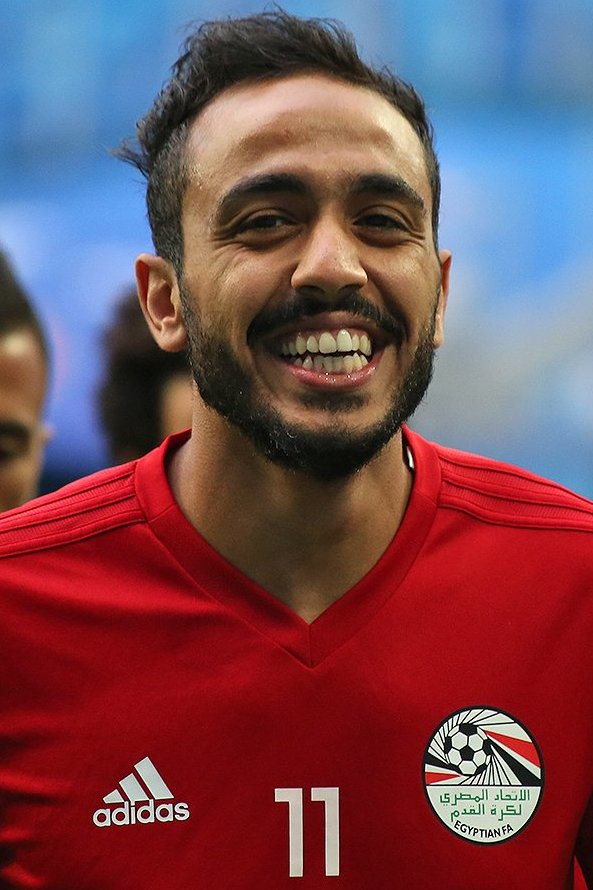
محمود كهربا

| العام | اللاعب          | البلد        |
| ----- | --------------- | ------------ |
| 2024  | مابولولو        | أنغولا       |
| 2023  | محمود كهربا     | مصر          |
| 2022  | بابي عثمان ساخو | السنغال      |
| 2019  | رياض محرز       | الجزائر      |
| 2018  | ثيمبي كجاتلانا  | جنوب إفريقيا |
| 2004  | بيني ماكارثي    | جنوب إفريقيا |
| 2003  | ليزلي مانيثيلا  | جنوب إفريقيا |
| 2002  | بابا بوبا ديوب  | السنغال      |
| 2001  | زبير بية        | تونس         |

### رئيس العام
| العام | رئيس                  | البلد         |
| ----- | --------------------- | ------------- |
| 2015  | عبدقاني سعيد عرب      | الصومال       |
| 2016  | مانويل لوبيز ناسيمنتو | غينيا بيساو   |
| 2017  | أحمد يحيى             | موريتانيا     |
| 2018  | فوزي لقجع             | المغرب        |
| 2019  | مويس كاتومبي          | تي بي مازيمبي |

### اتحاد العام
| العام | الاتحاد                   | البلد |
| ----- | ------------------------- | ----- |
| 2019  | الاتحاد المصري لكرة القدم | مصر   |

### جائزة أفضل حكم في العام

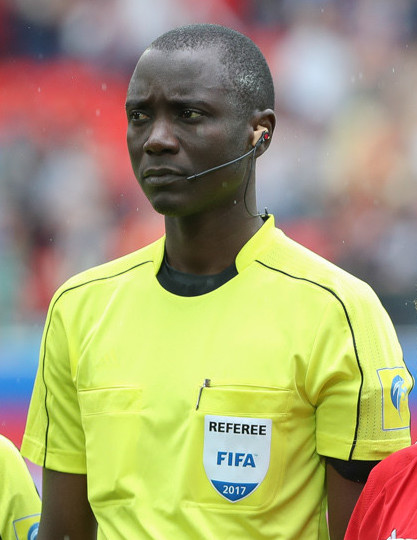
باكاري غاساما

| العام | الحكم         | البلد      |
| ----- | ------------- | ---------- |
| 2024  | معتز إبراهيم  | ليبيا      |
| 2016  | باكاري غاساما | غامبيا     |
| 2015  | باكاري غاساما | غامبيا     |
| 2014  | باكاري غاساما | غامبيا     |
| 2013  | جمال حيمودي   | الجزائر    |
| 2012  | جمال حيمودي   | الجزائر    |
| 2011  | نوماندييز دوي | ساحل العاج |

### جائزة أفضل حكمة في العام
| العام | الحكم         | البلد  |
| ----- | ------------- | ------ |
| 2024  | بشرى الكربوبي | المغرب |

### 2005
| الحارس     | الدفاع                                           | الوسط                                              | الهجوم                    |
| ---------- | ------------------------------------------------ | -------------------------------------------------- | ------------------------- |
| توني سيلفا | حاتم الطرابلسي جوزيف يوبو كولو توريه جيمي تراوري | ديديه زوكورا مايكل إيسيان جون أوبي ميكل محمد بركات | صامويل إيتو ديدييه دروغبا |

المصدر:

### 2006
| الحارس      | الدفاع                                        | الوسط                                                | الهجوم                    |
| ----------- | --------------------------------------------- | ---------------------------------------------------- | ------------------------- |
| عصام الحضري | إيمانويل إيبوي وائل جمعة كولو توريه تاي تايوو | ديديه زوكورا مايكل إيسيان محمدو ديارا محمد أبو تريكة | صامويل إيتو ديدييه دروغبا |

المصدر:

### 2008
| الحارس        | الدفاع                                    | الوسط                                               | الهجوم                        |
| ------------- | ----------------------------------------- | --------------------------------------------------- | ----------------------------- |
| كارلوس كاميني | جون مينساه وائل جمعة جوزيف يوبو تاي تايوو | يحيى توريه مايكل إيسيان سولي مونتاري محمد أبو تريكة | صامويل إيتو إيمانويل أديبايور |

المصدر:

### 2009
| الحارس        | الدفاع                                     | الوسط                             | الهجوم                                 |
| ------------- | ------------------------------------------ | --------------------------------- | -------------------------------------- |
| روبرت كيديابا | جون بنتسيل وائل جمعة أليكس سونغ نذير بلحاج | يحيى توريه مايكل إيسيان سيدو كيتا | صامويل إيتو ديدييه دروغبا تريسور مبوتو |

المصدر:

### 2010
| الحارس        | الدفاع                                      | الوسط                                  | الهجوم                                 |
| ------------- | ------------------------------------------- | -------------------------------------- | -------------------------------------- |
| فينسنت إنياما | أحمد المحمدي وائل جمعة مجيد بوقرة تاي تايوو | أحمد حسن كيفن برينس بواتينغ أندريه آيو | صامويل إيتو ديدييه دروغبا أسامواه جيان |

المصدر:

### 2011
| الحارس    | الدفاع                                          | الوسط                                              | الهجوم              |
| --------- | ----------------------------------------------- | -------------------------------------------------- | ------------------- |
| سمير عبود | هاريسون أفول بانانا يايا أيوب الخالقي تاي تايوو | يحيى توريه سيدو كيتا كيفن برينس بواتينغ أندريه آيو | صامويل إيتو موسى سو |

المصدر:

### 2012
| الحارس      | الدفاع                                           | الوسط                                            | الهجوم                         |
| ----------- | ------------------------------------------------ | ------------------------------------------------ | ------------------------------ |
| لوتونو ديلي | أحمد الباشا وليد الهيشري ستوبيلا سونزو أحمد فتحي | محمد أبو تريكة يحيى توريه أليكس سونغ يونس بلهندة | ديدييه دروغبا كريستوفر كاتونغو |

المصدر:

### 2013
| الحارس        | الدفاع                                 | الوسط                                                    | الهجوم                                               |
| ------------- | -------------------------------------- | -------------------------------------------------------- | ---------------------------------------------------- |
| فينسنت إنياما | أحمد فتحي المهدي بن عطية كيفن كونستانت | جوناثان بيترويبا جون أوبي ميكل يحيى توريه محمد أبو تريكة | إيمانويل إمينيكي أسامواه جيان بيير إيميريك أوباميانغ |

المصدر:

### 2014
| الحارس        | الدفاع                                                 | الوسط                                       | الهجوم                                        |
| ------------- | ------------------------------------------------------ | ------------------------------------------- | --------------------------------------------- |
| فينسنت إنياما | جيان كاسوسولا المهدي بن عطية ستيفان مبيا كوادو أسامواه | يحيى توريه ياسين إبراهيمي فخر الدين بن يوسف | بيير إيميريك أوباميانغ أسامواه جيان أحمد موسى |

المصدر:

### 2015
| الحارس        | الدفاع                                     | الوسط                                           | الهجوم                                            |
| ------------- | ------------------------------------------ | ----------------------------------------------- | ------------------------------------------------- |
| روبرت كيديابا | سيرج أورييه المهدي بن عطية محمد ربيع مفتاح | يحيى توريه ياسين إبراهيمي ساديو ماني أندريه آيو | بيير إيميريك أوباميانغ مبوانا ساماتا بغداد بونجاح |

الاحتياط
| اللاعب           |
| ---------------- |
| دجيجي ديارا      |
| ازوبيكي اوكونشكو |
| كيليتشي نواكالي  |
| زين الدين فرحات  |
| أداما تراوري     |
| فيكتور أوسيمين   |
| كيرميت إيراسموس  |

المصدر:

### 2016
| الحارس         | الدفاع                                               | الوسط                                 | الهجوم                                      |
| -------------- | ---------------------------------------------------- | ------------------------------------- | ------------------------------------------- |
| دينيس أونيانجو | سيرج أورييه أيمن عبد النور إريك بايلي جويسي لوماليسا | خاما بيليات رينفورد كالابا كيجان دولي | بيير إيميريك أوباميانغ ساديو ماني رياض محرز |

الاحتياط
| اللاعب            |
| ----------------- |
| أيمن المثلوثي     |
| خاليدو كوليبالي   |
| ساليف كوليبالي    |
| إسلام سليماني     |
| محمد صلاح         |
| كيليتشي إيهيناتشو |
| أليكس إيووبي      |

المصدر:

### 2017
| الحارس        | الدفاع                         | الوسط                                            | الهجوم                                |
| ------------- | ------------------------------ | ------------------------------------------------ | ------------------------------------- |
| أيمن المثلوثي | أحمد فتحي إريك بايلي علي معلول | محمد أوناجم كريم الأحمدي جونيور أجاي أشرف بنشرقي | خالد بوطيب طه ياسين الخنيسي محمد صلاح |

المصدر:

### 2018
| الحارس         | الدفاع                                                | الوسط                           | الهجوم                                      |
| -------------- | ----------------------------------------------------- | ------------------------------- | ------------------------------------------- |
| دينيس أونيانجو | سيرج أورييه خاليدو كوليبالي إريك بايلي المهدي بن عطية | نابي كيتا توماس بارتي رياض محرز | ساديو ماني بيير إيميريك أوباميانغ محمد صلاح |

المصدر:

### 2019
| الحارس        | الدفاع                                            | الوسط                         | الهجوم                                      |
| ------------- | ------------------------------------------------- | ----------------------------- | ------------------------------------------- |
| أندريه أونانا | سيرج أورييه جويل ماتيب خاليدو كوليبالي أشرف حكيمي | إدريسا غي رياض محرز حكيم زياش | محمد صلاح بيير إيميريك أوباميانغ ساديو ماني |

المصدر:

### 2023
| الحارس        | الدفاع                                   | الوسط                                            | الهجوم                              |
| ------------- | ---------------------------------------- | ------------------------------------------------ | ----------------------------------- |
| أندريه أونانا | أشرف حكيمي شانسيل مبيمبا خاليدو كوليبالي | سفيان أمرابط محمد قدوس أندريه أنغيسا توماس بارتي | ساديو ماني فيكتور أوسيمين محمد صلاح |

المصدر:

## الجوائز السابقة
الجوائز التالية لم تعد تمنح.

### جائزة أكثر موهبة شابة في العام
| العام | اللاعب            | المنتخب    | النادي           |
| ----- | ----------------- | ---------- | ---------------- |
| 2016  | كيليتشي إيهيناتشو | نيجيريا    | مانشستر سيتي     |
| 2015  | أوجينيكارو إيتيبو | نيجيريا    | واري وولفز       |
| 2014  | ياسين إبراهيمي    | الجزائر    | بورتو            |
| 2013  | كيليتشي إيهيناتشو | نيجيريا    | مانشستر سيتي     |
| 2012  | محمد صلاح         | مصر        | بازل             |
| 2011  | سليمان كوليبالي   | ساحل العاج | توتنهام هوتسبير  |
| 2010  | كوادو أسامواه     | غانا       | أودينيزي         |
| 2009  | دومينيك أديياه    | غانا       | ميلان            |
| 2008  | سالومون كالو      | ساحل العاج | تشيلسي           |
| 2007  | كليفورد مولينغا   | زامبيا     | جامعة بريتوريا   |
| 2006  | تاي تايوو         | نيجيريا    | أولمبيك مارسيليا |
| 2005  | جون أوبي ميكل     | نيجيريا    | تشيلسي           |
| 2004  | أوبافيمي مارتينز  | نيجيريا    | إنتر ميلان       |
| 2003  | أوبافيمي مارتينز  | نيجيريا    | إنتر ميلان       |
| 2002  | ميدو              | مصر        | أياكس            |
| 2001  | مانتوراس          | أنغولا     | بنفيكا           |

### أفضل لاعب في دوري أبطال أفريقيا
تم استبدالها بجائزة أفضل لاعب في إفريقيا (داخل إفريقيا) منذ عام 2005.
الفائزون السابقون:
| العام | اللاعب         | النادي              | البلد   |
| ----- | -------------- | ------------------- | ------- |
| 2004  | فينسنت إنياما  | إنييمبا إنترناشونال | نيجيريا |
| 2003  | درامان تراوريه | الإسماعيلي          | مالي    |
| 2002  | هشام بوشروان   | الرجاء الرياضي      | المغرب  |
| 2001  | فلافيو أمادو   | بترو أتليتيكو       | أنغولا  |

### جائزة أفضل تصدي في العام

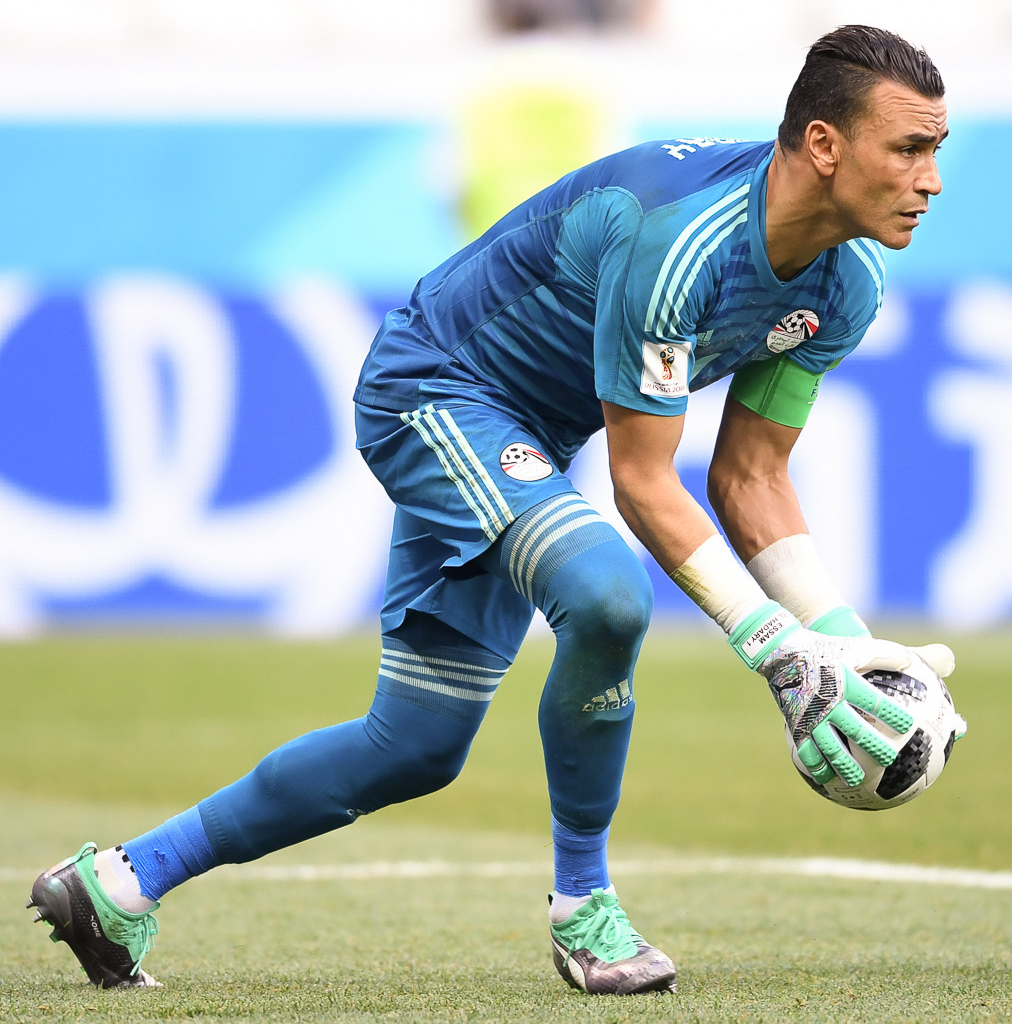
عصام الحضري

| العام | اللاعب      | المنتخب | النادي         |
| ----- | ----------- | ------- | -------------- |
| 2001  | عصام الحضري | مصر     | الأهلي         |
| 2000  | خالد فوهامي | المغرب  | دينامو بوخارست |

## وصلات خارجية
- أفضل منتخب إفريقي للسنة (rsssf.com)
- الموقع الرسمي للكاف